# Sonate K. 119
La sonate K. 119 (F.78/L.415) en ré majeur est une œuvre pour clavier du compositeur italien Domenico Scarlatti.

## Présentation
La sonate K. 119 en ré majeur, notée Allegro, est couplée avec la sonate précédente au déroulement régulier et qui sert de prélude. La K. 119 en revanche est le théâtre d'un crescendo de déchaînements d'accords de plus en plus lourds et obsessionnels : de trois notes pour les premiers, Scarlatti accumule progressivement une brassée de onze notes.

## Manuscrits
Le manuscrit principal est le numéro 22 du volume XV de Venise (1753), copié pour Maria Barbara ; les autres sources sont Parme II 17, Münster III 15 et Vienne E 14.

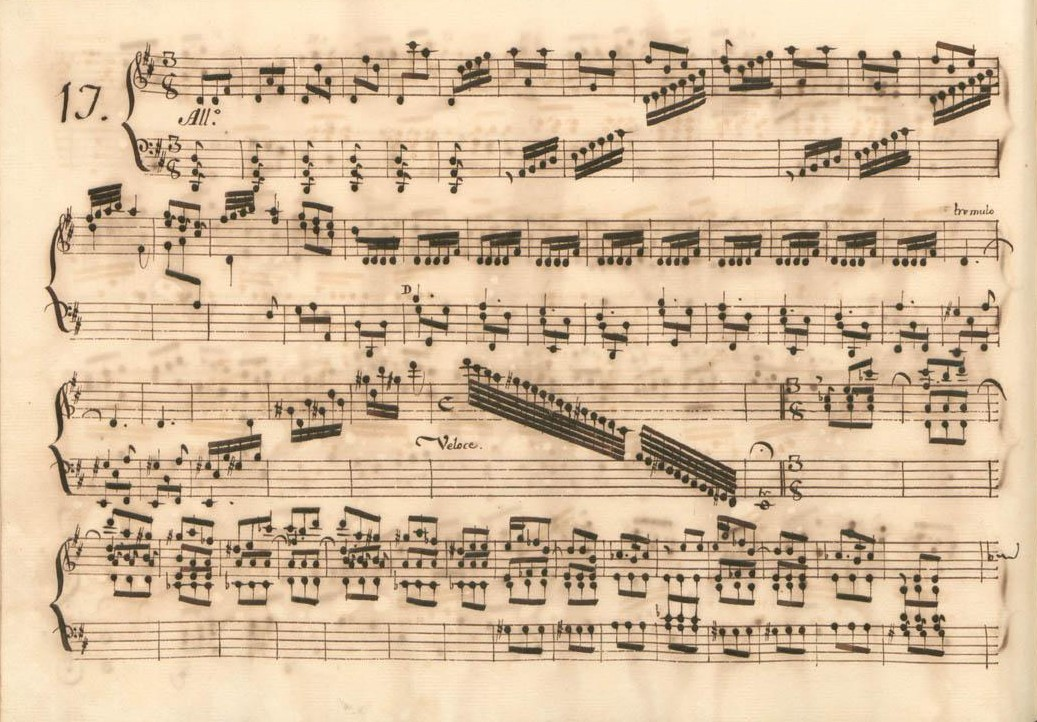
Parme II 17.
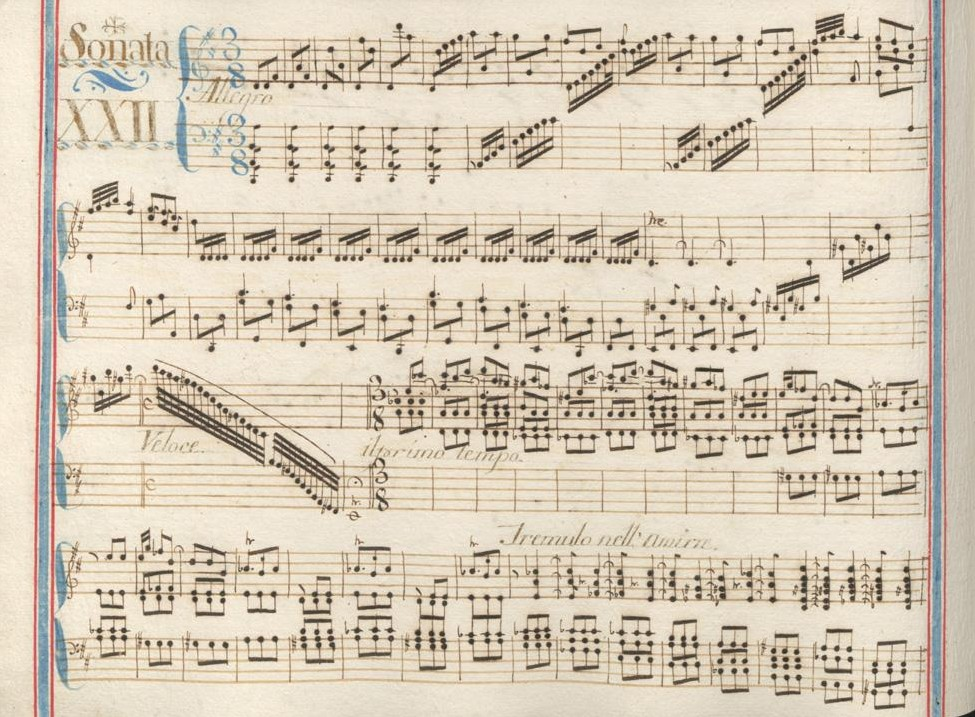
Venise XV 22.

## Interprètes
La sonate K. 119 est interprétée au piano notamment par Marcelle Meyer (1949 et 1954), Ivo Pogorelich (1992, DG), Gianluca Cascioli (1996, DG), Jenő Jandó (1999, Naxos 1999), Nikolaï Demidenko (2003, AGPL), Carlo Grante (2009, Music & Arts, vol. 1), Daria van den Bercken (2017, Sony), Margherita Torretta (14-16 avril 2019, Academy Productions) et Melvyn Tan (2019, Onyx).
Au clavecin, elle est enregistrée par Eliza Hansen (1953, Archiv), Huguette Dreyfus (1967, Valois), Scott Ross (1985, Erato), Virginia Black (CRD), Igor Kipnis (Chesky), Rafael Puyana sur son puissant clavecin à trois claviers Hieronymus Albrecht Hass de 1740 (1985, L'Oiseau Lyre), Andreas Staier (1991, DHM), Colin Booth (1994, Olympia), Glen Wilson (Teldec), Sophie Yates (1997, Chandos), Emilia Fadini (Stradivarius), Nicolau de Figueiredo (2001, Intrada), Richard Lester (2005, Nimbus, vol. 6), Pieter-Jan Belder (Brilliant Classics), Jean Rondeau (2018, Erato), Lillian Gordis (2018, Paraty) et Pierre Hantaï (2018, Mirare).
Johannes Maria Bogner l'a enregistrée sur un clavicorde Thomas Vincent Glück d'après Cristofori (2015, Colophon/Fra Bernardo). Au pianoforte, Linda Nicholson l'interprète sur un instrument de Denzil Wraight, 2015 d'après un Cristofori-Ferrini de 1730 (2015, Passacaille) avec la sonate précédente.

## Sources
: document utilisé comme source pour la rédaction de cet article.
- Ralph Kirkpatrick (trad. de l'anglais par Dennis Collins), Domenico Scarlatti, Paris, Lattès, coll. « Musique et Musiciens », 1982 (1re éd. 1953 (en)), 493 p. (OCLC 954954205, BNF 34689181).
- Alain de Chambure, « Domenico Scarlatti : Intégrale des sonates — Scott Ross », p. 208, Erato (2564-62092-2), 1985 (OCLC 891183737) .